# Loving You (坪倉唯子のアルバム)
『Loving You』（ラヴィング・ユー）は、坪倉唯子の2枚目のオリジナル・アルバム。1990年3月21日にBMGビクターから発売された。

## 概要

### アルバム解説
- アポロン音楽工業から発売された1枚目のアルバム『Always in Love』以来約3年9ヶ月ぶりのアルバムで、BMGビクターに移籍後初のアルバムとしてリリースされた。
- B'zの稲葉浩志の初の作詞提供作で自作曲の「Heaven In My Heart」を収録した。

### 楽曲解説
- 1曲目「Sunshine Blue」は、後にアルバム『ジュテーム』でリメイクされている。
- 3曲目「365の夜と昼」は、同年6月に「幸福ゲーム」のカップリングとしてシングルカットされた。「Sunshine Blue」同様アルバム『ジュテーム』でリメイクされている。

## 批評
CDジャーナルは「車の窓に映る街の風景が変わるように転換するとき、高層ビルの見える街で聴く歌だと実感させる」と評した。

## 収録曲
| #  | タイトル                  | 作詞       | 作曲              | 編曲      |
| -- | ------------------------- | ---------- | ----------------- | --------- |
| 1. | 「Sunshine Blue」         | 亜蘭知子   | 織田哲郎          | M-Project |
| 2. | 「Shooting Star」         | 田口俊     | 羽場仁志          | 明石昌夫  |
| 3. | 「365の夜と昼」           | 中島みゆき | 寺尾広            | 寺尾広    |
| 4. | 「Heaven In My Heart」    | 稲葉浩志   | 坪倉唯子          | 明石昌夫  |
| 5. | 「Taxi-Driver」           | 亜蘭知子   | 神保彰            | 明石昌夫  |
| 6. | 「刹那」                  | 松井五郎   | 羽場仁志          | 寺尾広    |
| 7. | 「Let Your Love Grow」    | 村川聡     | 土方隆行 清水靖晃 | M-Project |
| 8. | 「Blue Moonにまにあえば」 | 松井五郎   | 斉藤文博          | M-Project |
| 9. | 「LIKE A CHINEMA」        | 五十嵐裕之 | 斉藤文博          | M-Project |

## タイアップ
| 楽曲        | タイアップ                                   |
| ----------- | -------------------------------------------- |
| 365の夜と昼 | テレビ朝日系『トゥナイト』エンディングテーマ |

## 参加ミュージシャン
- 塩次伸二 - ギター(5, 7 - 9)
- 鈴木茂 - ギター(#3)
- 増崎孝司 - ギター(#1, 2, 4, 8)
- 伊藤広規 - ベース(#1, 5 - 9)
- 渡辺直樹 - ベース(#3)
- 青山純 - ドラム(#1, 3 - 9)
- 明石昌夫 - キーボード(#2, 4)
- 小野塚晃 - キーボード(#2 - 4, 6)
- 小島良喜 - キーボード(#5, 7 - 9)
- 勝田一樹 - サックス(#2, 4)
- 土岐英史 - サックス(#1, 6, 9)
- 斎藤ノブ - パーカッション(#5, 6, 8, 9)
- 稲葉浩志（B'z） - コーラス(#2)